# 客村立交
客村立交位于中国广州市广州大道南与新港西、新港中路交汇处，是一座4层转盘式的立交桥。

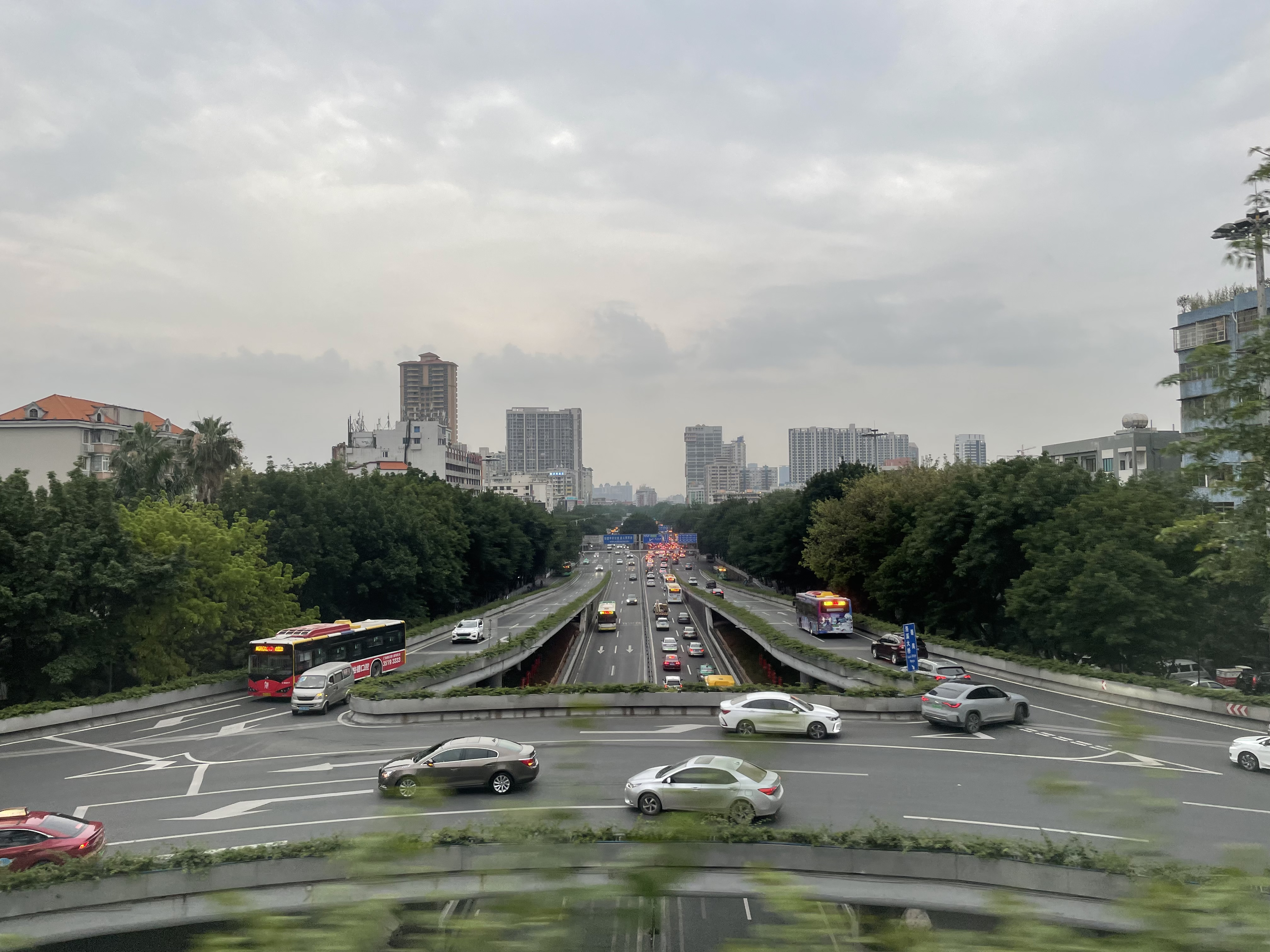
客村立交

立交底层为南北走向广州大道下穿车道，宽16公尺，净高5米；第二层是在地面建造的自行车道与人行道，宽度分别为7米和5米；第三层是车辆转弯的环形车道，宽18米，转盘四个方向共有8条匝道，匝道宽8.5米，共长690米；第四层是东西走向的新港路高架车道，宽16米，长525米。工程于1989年建成。
2020年2月开始，客村立交进行自1989年建成后的第一次大修，分多阶段封闭各层道路来进行：第一阶段为第一层，为2月1日~3月8日；3月至5月1日为第二阶段，封闭第四层；5月1日开始第三阶段，封闭第二、三层，于11月1日提前完工解封。